# Линда Козловски
Линда Козловски (на английски: Linda Kozlowski) е американска актриса, номинирана за награда „Златен глобус“. Известна е с ролята на Сю Чарлтън в трилогията „Дънди Крокодила“.

## Биография
Линда Козловски е родена на 7 януари 1958 г. във Феърфийлд. Учи оперно пеене във висше училище „Джулиард“.

### Личен живот
На 5 май 1990 г. се омъжва за Пол Хоуган. Двамата се развеждат през 2014 г., причината е „непреодолими различия“.

## Филмография
| Година | Филм                             | Оригинално заглавие             | Роля          | Бележки                                                             |
| ------ | -------------------------------- | ------------------------------- | ------------- | ------------------------------------------------------------------- |
| 1982   |                                  | Nurse                           | Джули Дийн    | телевизионен сериал, 1 епизод                                       |
| 1985   | „Смъртта на търговския пътник“   | Death of a Salesman             |               | телевизионен филм                                                   |
| 1986   | „Дънди Крокодила“                | 'Crocodile' Dundee              | Сю Чарлтън    | - номинация – Златен глобус за най-добра актриса в поддържаща роля. |
| 1988   |                                  | Pass the Ammo                   | Клеър         |                                                                     |
| 1988   | „Дънди Крокодила 2“              | 'Crocodile' Dundee II           | Сю Чарлтън    |                                                                     |
| 1988   |                                  | Favorite Son                    | Сали Крейн    | телевизионен минисериал                                             |
| 1990   |                                  | Almost an Angel                 | Роуз Гарнър   |                                                                     |
| 1993   |                                  | The Neighbor                    | Мери          |                                                                     |
| 1994   |                                  | Backstreet Justice              | Кери Финиган  |                                                                     |
| 1994   |                                  | Zorn                            | Емили Бартлет |                                                                     |
| 1995   | „Селото на прокълнатите“         | Village of the Damned           | Джил Макгоуан |                                                                     |
| 1996   |                                  | Shaughnessy                     | Мария         | телевизионен филм                                                   |
| 2001   | „Дънди Крокодила в Лос Анджелис“ | Crocodile Dundee in Los Angeles | Сю Чарлтън    |                                                                     |